# Гаркушинська сільська рада
Гаркушинська сільська рада — колишній орган місцевого самоврядування у Миргородському районі Полтавської області з центром у селі Гаркушинці.

## Населені пункти
Сільській раді були підпорядковані такі населені пункти:
- с. Гаркушинці
- с. Рибальське

## Пам'ятки
На території сільської ради розташована частина (426,8 га) ландшафтного заказника місцевого значення «Ярмаківський».